# لیوپولد یسنر
لیوپولد یسنر (آلمانی: Leopold Jessner; ۳ مارس ۱۸۷۸ – ۱۳ دسامبر ۱۹۴۵) تهیه‌کننده فیلم، کارگردان نمایش و کارگردان فیلم اهل آلمان بود.